# Mușchiul abductor al degetului mic al mâinii

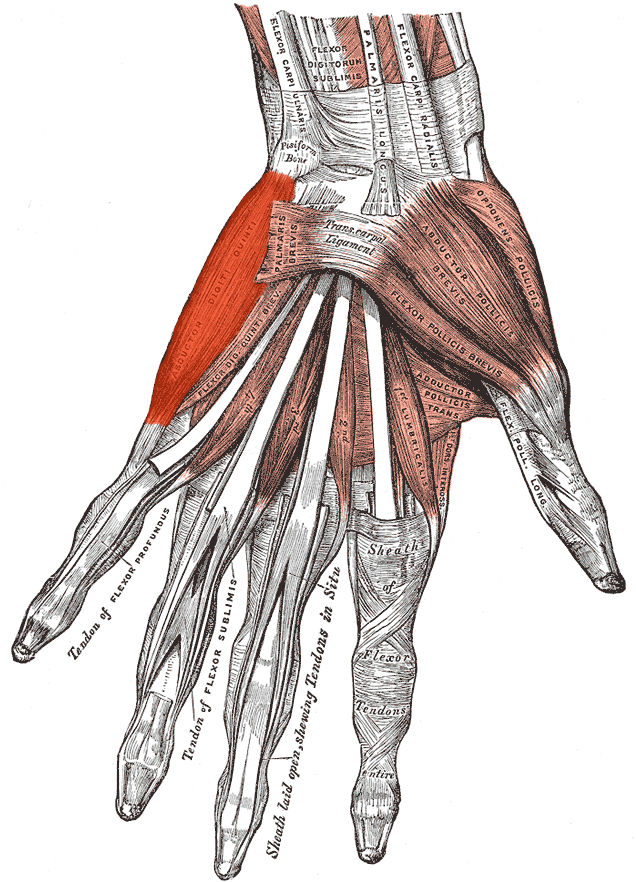
Mușchiul abductor al degetului mic al mâinii (în roşu)

Mușchiul abductor al degetului mic al mâinii (Musculus abductor digiti minimi manus) este un mușchi fusiform, așezat pe partea medială a eminenței hipotenare a mâinii în același plan cu mușchiul flexor scurt al degetului mic (Musculus flexor digiti minimi brevis manus). Este cel mai medial mușchi al eminenței hipotenare.

## Inserții
Are originea pe retinaculul flexorilor, pe osul pisiform, pe tendonul mușchiului flexor ulnar al carpului (Musculus flexor carpi ulnaris)  și pe ligamentul pisohamat (Ligamentum pisohamatum).
Se termină inserându-se pe partea medială (= ulnară) a bazei falangei proximale a degetului mic. El trimite o expansiune fibroasă dorsală pentru tendonul mușchiului extensor al degetului mic (Musculus extensor digiti minimi) și aponevroza dorsală a acestui deget.

## Raporturi
Este acoperit de piele și fascie și acoperă mușchiul opozant al degetului mic (Musculus opponens digiti minimi). 
Lateral de el se găsește mușchiul flexor scurt al degetului mic (Musculus flexor digiti minimi brevis manus).

## Acțiune
Este abductor al degetului mic, acționând în articulația metacarpofalangiană (este abductor în raport cu axul mâinii și adductor față de axul corpului, căci duce degetul mic înăuntru).
Prin intermediul aponevrozei dorsale a degetului mic, participă la flexia falangei proximale și la extensia celorlalte două falange ale degetului mic (acțiune analoagă cu cea a mușchilor interosoși).

## Inervația
Inervația este asigurată de ramura profundă a nervului ulnar (Ramus profundus nervi ulnaris) (neuromer CVIII –Th1).

## Vascularizația
Vascularizația este asigurată de ramura palmară profundă a arterei ulnare (Ramus palmaris profundus arteriae ulnaris), ramuri ale arcului palmar superficial (Arcus palmaris superficialis) și arterele digitale palmare comune (Arteria digitalis palmaris communis).